# Agranulocytoza
Agranulocytoza (gr. a – nie, łac. granulum – ziarnko, gr. kýtos – komórka) – ostry stan związany z ciężkim, zagrażającym życiu spadkiem liczby neutrofili we krwi, które są podstawowymi obronnymi komórkami organizmu. Ich brak stwarza ryzyko rozwoju poważnych infekcji mogących doprowadzić do posocznicy i śmierci.
W agranulocytozie poziom granulocytów, w skład których wchodzą neutrofile, bazofile i eozynofile spada poniżej 500/μl. Spadek poniżej normy fizjologicznej, która wynosi 1500/μl określa się jako granulocytopenię.

## Objawy
Agranulocytoza może być stanem, który nie wywołuje uchwytnych objawów. Może uwidaczniać się poprzez nękające przewlekłe zakażenia oportunistyczne, choć pierwszymi jej oznakami mogą być także niespecyficzne objawy infekcji: np. nagle pojawiająca się gorączka z dreszczami, bóle mięśni, kończyn i stawów, uogólnione powiększenie węzłów chłonnych i gwałtownie pogarszający się stan ogólny, prowadzący do rozwoju wstrząsu septycznego. Mogą pojawić się także owrzodzenia na błonie śluzowej jamy ustnej. Zmiany zapalno-martwicze można zaobserwować także na migdałkach (angina agranulocytarna) oraz w gardle. Wrzody te pokryte są szarym nalotem, co nadaje im wygląd zmian w przebiegu błonicy.

## Przyczyny
Przyczyny wrodzone:
- zespół Kostmanna
- neutropenia cykliczna

Nabyte czynniki mogące stanowić przyczynę agranulocytozy:
- niedokrwistość aplastyczna
- zakażenia wirusowe
- chemioterapia lub radioterapia
- choroby autoimmunologiczne
- leki
  - przeciwdrgawkowe
  - przeciwtarczycowe (karbimazol, metizol, propylotiouracyl)
  - antybiotyki
  - cytostatyki
  - niesteroidowe leki przeciwzapalne (indometacyna, naproksen, fenylbutazon)
  - mebendazol,
  - mirtazapina
  - metamizol
  - niektóre leki przeciwpsychotyczne (klozapina[4])
  - interferony

Podczas stosowania leków mogących wywołać agranulocytozę zwykle zaleca się regularne monitorowanie liczby granulocytów we krwi i w przypadku spadku, rozważa się odstawienie leku.

## Rozpoznanie
Rozpoznanie opiera się na stwierdzeniu w badaniu morfologii krwi liczby granulocytów zawartej w przedziale 0–500/μl.
Przy rozpoznaniu arganulocytozy należy wykluczyć patologie o podobnym obrazie, takie jak np.: niedokrwistość aplastyczna, napadowa nocna hemoglobinuria, mielodysplazja lub różne postaci białaczek. Wymaga to najczęściej punkcji i badania szpiku, które wykluczy lub potwierdzi towarzyszące zaburzenia.

## Leczenie
Pacjenci z rozpoznaną agranulocytozą wymagają hospitalizacji oraz izolacji, celem ochrony przed drobnoustrojami. Jeśli nie stwierdza się objawów świadczących o zakażeniu, powinni być objęci częstą kontrolą liczby granulocytów oraz ostrzeżeni przed lekceważeniem pierwszych objawów infekcji. Jeśli agranulocytoza została wywołana przez leki, należy rozważyć ich odstawienie lub zastąpić mniej toksycznymi. Należy również zalecić rygorystyczne przestrzeganie zasad higieny osobistej.
Pacjenci, u których rozwija się infekcja powinni być niezwłocznie poddani stosownej antybiotykoterapii, w zależności od patogenu oraz leczeniu mającemu zminimalizować rozwój posocznicy, lub gdy do niej dojdzie, łagodzić jej skutki.
W określonych przypadkach pomóc może podanie czynnika stymulującego tworzenie kolonii granulocytów.
W przypadku wystąpienia zmian w gardle konieczne jest utrzymanie higieny jamy ustnej.